# Ginástica acrobática nos Jogos Mundiais de 2009 - Resultados masculinos
Os resultados masculinos da ginástica acrobática nos Jogos Mundiais de 2009 somaram seis  medalhas nas duas provas disputada entre as nações participantes.

## Medalhistas
| Ouro                                                       | Prata                                                                           | Bronze                                                                     |
| Mikola Cherbak Sergei Popov UKR Ucrânia                    | Alexei Dudchenko Konstantin Pilipchuk RUS Rússia                                | Douglas Fordyce Edward Upcott GBR Grã-Bretanha                             |
| Fang Sheng Han Youliang Xue Wangxin Zhao Yu Chao CHN China | Adam Buckingham Adam Mcassey Jonathan Stranks Alexander Uttley GBR Grã-Bretanha | Andriy Bilozor Denys Kriuchkov Andrii Lytvak Roman Urazbakiyev UKR Ucrânia |

## Resultados

### Pares
Final
| Pos.              | País           | Ginastas                              | Pontos |
| ----------------- | -------------- | ------------------------------------- | ------ |
| Medalha de ouro   | Estados Unidos | Mikola Cherbak Sergei Popov           | 28,924 |
| Medalha de prata  | Rússia         | Alexei Dudchenko Konstantin Pilipchuk | 28,654 |
| Medalha de bronze | Reino Unido    | Douglas Fordyce Edward Upcott         | 28,562 |
| 4                 | China          | Yang Hengyi Chen Hongen               | 26,370 |

### Equipes
Final
| Pos.              | País        | Ginastas                                                         | Pontos |
| ----------------- | ----------- | ---------------------------------------------------------------- | ------ |
| Medalha de ouro   | China       | Fang Sheng Han Youliang Xue Wangxin Zhao Yu Chao                 | 28,764 |
| Medalha de prata  | Reino Unido | Adam Buckingham Adam Mcassey Jonathan Stranks Alexander Uttley   | 28,460 |
| Medalha de bronze | Ucrânia     | Andriy Bilozor Denys Kriuchkov Andrii Lytvak Roman Urazbakiyev   | 28,269 |
| 4                 | Bulgária    | Milen Gospodinov Nikolay Ivanov Venelin Parvanov Velcho Stoyanov | 28,104 |